# جزر الكويت

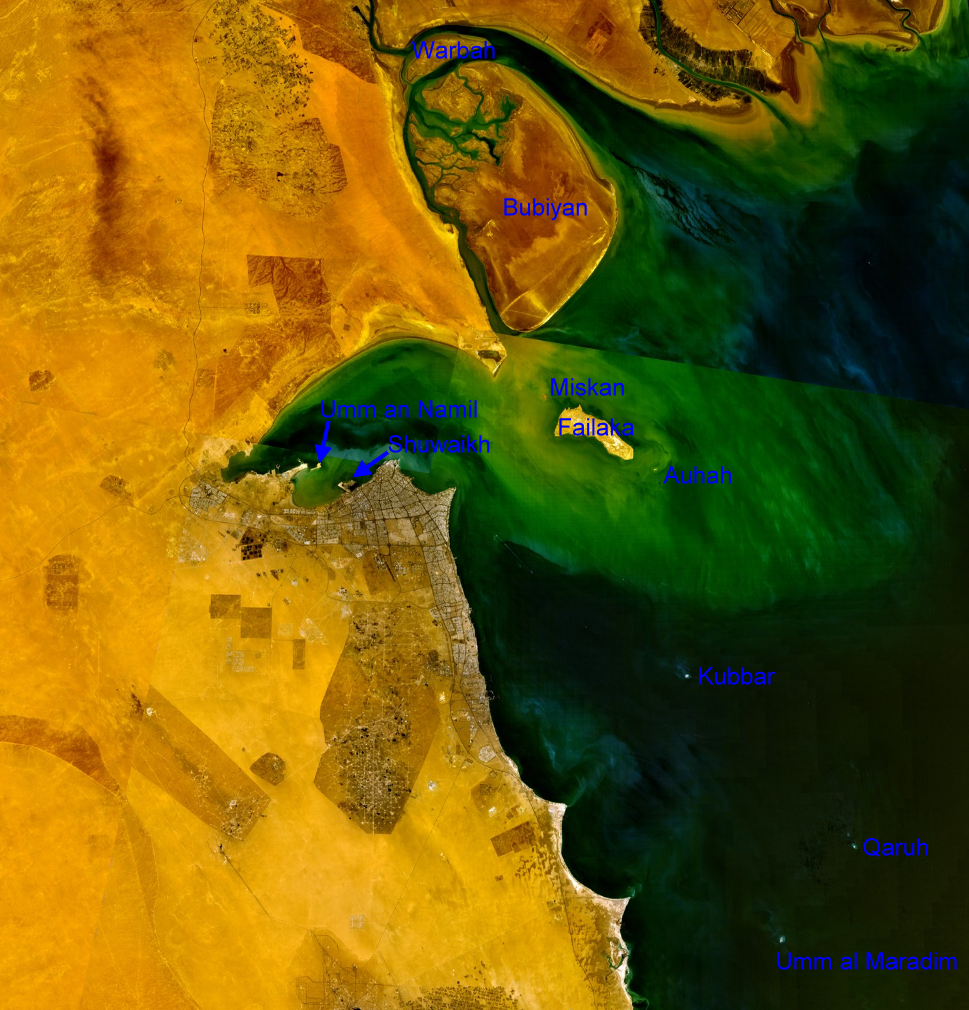
الجزر الكويتية

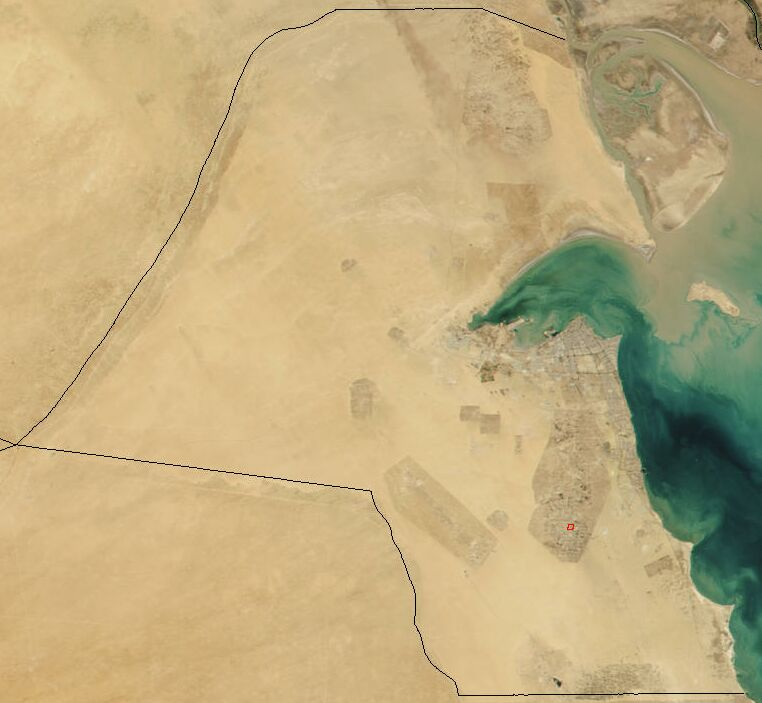
صورة من الأقمار الصناعية لدولة الكويت

تقع دولة الكويت شمالي شرقي شبه الجزيرة العربية، في أقصى شمال الخليج العربي، ويحدها من الشمال والغرب جمهورية العراق ومن الجنوب المملكة العربية السعودية ومن الشرق الخليج العربي. تقع الكويت بين خطي عرض 28.45° و 30.05° شمال خط الاستواء وبين خطي طول 46.30° و 48.30° شرق خط جرينتش. تبلغ مساحة الكويت 17.818 ألف كيلومتر مربع.
ويقدر متوسط امتداد أراضي الكويت من الشرق إلى الغرب بحوالي 170 كم (106 ميلٍ)، وتبلغ المسافة بين أقصى موقع على حدودها الشمالية وأقصى موقع على حدودها الجنوبية حوالي 200 كم (124 ميل). يبلغ طول حدود الكويت 685 كم، الجزء الأكبر منها حوالي 495 كم حدود برية مشتركة مع كل من المملكة العربية السعودية وجمهورية العراق والباقي وهو 195 كم (121 ميل) عبارة عن حدود بحرية على الخليج العربي شرقاً. يبلغ طول الحدود المشتركة مع جمهورية العراق حوالي 240 كم، بينما يبلغ طول الحدود المشتركة مع المملكة العربية السعودية حوالي 222 كم.
يبلغ طول الشريط الساحلي 325 كم باستثناء طول الشريط الساحلي للجزر الكويتية. ويبلغ طول الشريط الساحلي شاملاً سواحل الجزر 500 كم تقريباً. ويعد هذا الشريط جزء من المنخفض الضحل والممتد من شط العرب. ويمكن تقسيم المنطقة الساحلية إلى منطقتين رئيستين شمالية وجنوبية. تمتد المنطقة الشمالية من رأس الأرض إلى أم قصر وسواحل جزيرتي وربة وبوبيان. ويعتبر جون الكويت أهم معالم هذه المنطقة. وتمتد المنطقة الجنوبية من رأس الأرض إلى النويصيب جنوباً وتعتبر منطقة الخيران ومسطحاتها الطينية والسبخية أهم معالم هذه المنطقة.
تنتشر في المياه الإقليمية الكويتية عدة جزر تختلف فيما بينها في تكوينها ومساحاتها وخصائصها وموقعها الاستراتيجي. فهناك 9 جزر، جميعها تقع ضمن محافظة العاصمة، فيما عدا جزيرتي بوبيان ووربة اللتان تقعان ضمن محافظة الجهراء. لم يستوطن الكويتيون أي جزيرة، فيما عدا جزيرة فيلكا، لكنها أصبحت غير مأهولة بعد أحداث الغزو العراقي للكويت.

## قائمة الجزر

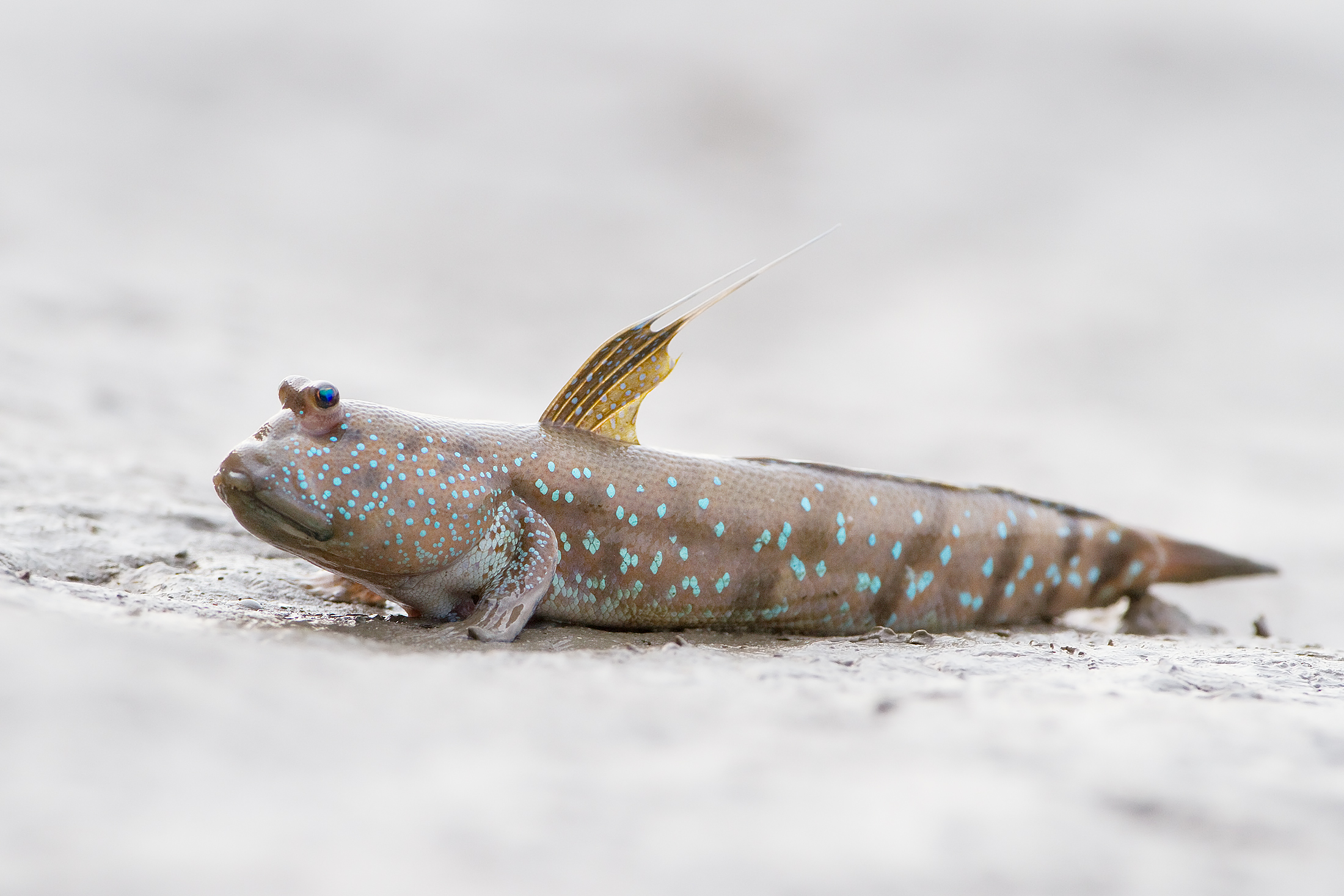
سمكة نطاط الطين تواجد بكثرة في جزيرة وربة.

- جزيرة بوبيان: تقع في أقصى شمال غرب الخليج العربي بالقرب من الشمالي الشرقي للكويت. يحد الجزيرة من الغرب خور عبد الله ومن الشرق خور الصبية ومن الشمال وربة تعد جزيرة بوبيان أكبر جزيرة كويتية وثاني أكبر جزيرة في الخليج العربي بعد جزيرة قشم. ويصل جسر بوبيان الجزيرة بالبر الرئيسي للكويت. تبلغ مساحتها 5% من المساحة الكلية للكويت وهي 890 كم² [7] وتقع في الشمال الشرقي من مدينة الكويت. وترتبط بجسر حديدي مع اليابسة، 60% من الجزيرة مناطق محمية.[8]
- جزيرة فيلكا: هي الجزيرة الوحيدة التي استوطنها الكويتيون. وتقع في الركن الشمالي الغربي من الخليج العربي على بعد 20 كيلومتر من سواحل مدينة الكويت.[9] كانت الجزيرة محطة تجارية مهمة على الطريق البحري بين حضارات بلاد ما بين النهرين والحضارات المنتشرة على ساحل الخليج العربي،[10] اعتبرت الجزيرة مركزا دينيا قديما ذا شأن مهم في الخليج في العصور القديمة.[9] كذلك كانت سبّاقة في تأسيس إحدى أول المراكز الحضرية في منطقة الخليج العربي، فخلال العصر الدلموني، أي منذ حوالي 3000 سنة ق.م في الفترة التي شهدت بروز الحضارة الإنسانية في البحرين، كان سكان فيلكا قد أسسوا حضارتهم وديانتهم الخاصة. يُعتقد بأن إحدى الكلمات التي اشتُق منها اسم «فيلكا» هي الكلمة الاغريقية «فيلاكيو» (باليونانية القديمة: φυλάκιο)، التي تعني نقطة تمركز أو موقع بعيد.[11]
- جزيرة وربة: تقع في شمال الكويت قبالة السواحل العراقية حيث تبعد مسافة كيلومتر واحد عن الساحل العراقي. ترجع تسميتها نظراً لشكلها المنخفض والمائل. حيث بالعامية إذا كان القماش فيه (ورب) إذا كان في إحدى زواياه ميلاناً، وفي لسان العرب (الوربة) تعني هي الحفرة التي أسفل.[12][13] تتميز بمجموعة كبيرة من الأخوار التي تغطى عادة بمياه المد، فتربتها رملية، وسواحلها طينية منخفضة.[14] تعتبر الجزيرة محمية جيدة للطيور بعد أن تم تجفيف الأهوار. ويعد طائر النورس من الطيور المائية التي توجد عند المسطحات والسواحل الطينية معظم أيام السنة. ومن أهم الحيوانات المائية التي توجد عند سواحلها الطينية هي الحيوان المائي (بوشلمبو).[15]
- جزيرة كبر: هي جزيرة رملية، صغيرة الحجم، سواحلها منخفضة، وهي غير مأهولة وخالية من السكان. تبعد جزيرة كبر نحو 34 كيلو متر إلى الشرق من مدينة الفحيحيل، وهي من أجمل الجزر الكويتية حيث تكثر بها الشعاب المرجانية.[16] وتتميز جزيرة كبّر بمياهها الهادئة الصافية ورمالها الناعمة وكثرة أسراب الطيور النادرة مثل طيور الخرشنة، والتي تجذب عشاق البحر وصيد السمك وهواة التصوير لزيارتها وهي من الجزر المتوسطة الحجم.[16] سميت بكبّر لوجود نبات الشفلح الأحمر اللون الذي يسمى أيضا بالكبّر.
- جزيرة عوهة: هي جزيرة صغيرة غير مسكونة تقع إلى الجنوب الشرقي من جزيرة فيلكا، وتبعد عنها حوالي أربعة كيلو مترات. وهي من أفضل الأماكن في الكويت لصيد السمك ويتكاثر بها سمك الهامور،[17] ويقال إنها كانت آهله بالسكان منذ زمن بعيد، وهذا غير مستبعد لكونها تقع قرب جزيرة ذات تاريخ عريق وهي جزيرة فيلكا.[بحاجة لمصدر]
- جزيرة أم المرادم: هي جزيرة بيضاوية شواطئها منخفضة وعميقة حتى أنه يمكن أن ترسو السفن الكبيرة على شواطئها، تقع في أقصى الطرف الجنوبي للحدود البحرية الكويتية مع المملكة العربية السعودية.[18] اشتهرت هذه الجزيرة منذ القدم بوجود اللآلئ، فقد كانت سفن الغوص تتجه نحو سواحلها وبحرها للبحث عن المحار.[19] وتكثر بها طيور النورس وطائر البشروش، كما تستوطن بعض جزرها الطيور النادرة مثل طائر الفلامنجو.[20] وهي ثاني جزيرة يتم تحريرها من الغزو العراقي للكويت بعد جزيرة قاروه.[21]

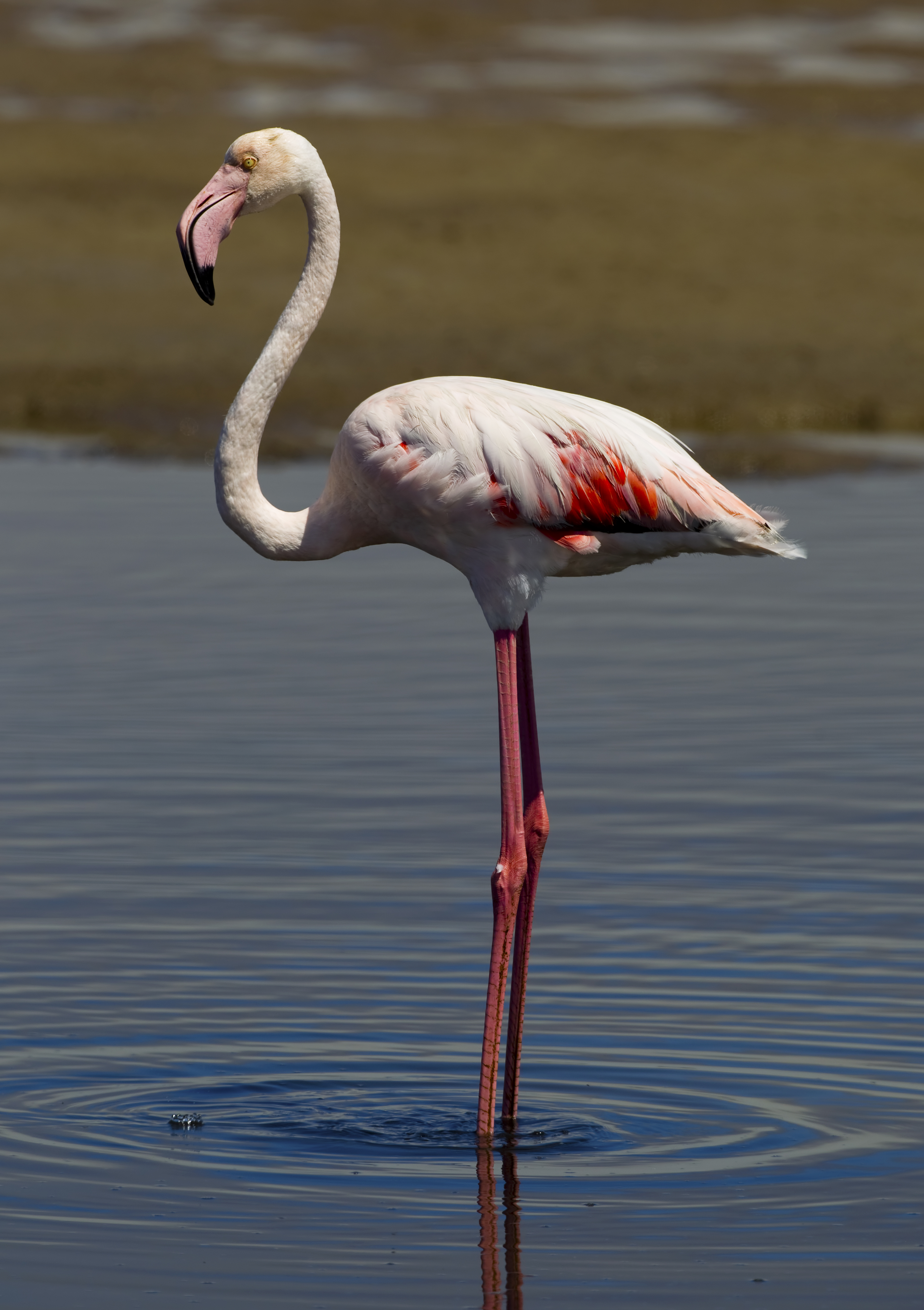
طيور النحام تكثر في جزيرة أم المرادم.

- جزيرة مسكان: جزيرة صغيرة تقع في الجهة الشمالية الغربية من جزيرة فيلكا، فتبعد عنها مسافة مقدارها 3.3 كم. وتتميّز الجزيرة بمجموعة كبيرة من الطيور والسلاحف البحرية والتي تسبح حول سواحل الجزيرة.[22]
- جزيرة قاروه: وهي أصغر الجزر الكويتية مساحةً وأكثرها توغّلا داخل البحر حيث تبعد عن ساحل الزور 37.5 كم. وهي جزيرة رملية تحيط بها من جميع الجهات مياه زرقاء قليلة العمق نسبيا، والجزيرة لا ترى من مسافات بعيدة نظرا لانخفاضها.[23] تسكن الجزيرة أسراب كثيرة من الطيور البحرية المتنوعة.[24] وتعتبر جزيرة قاروه أول الأراضي الكويتية المحررة بعد حرب الخليج الثانية، حيث حررت في يوم 25 يناير 1991[25][26]
- جزيرة أم النمل: تقع في الجهة الشمالية الغربية من الكويت داخل الجون. كانت مأهولة بالسكان وتاريخها يعود إلى العصر البرونزي، ولكنها في الوقت الحاضر غير مأهولة بالسكان. اكتشف فيها آثار إسلامية ترجع إلى العهد العباسي، ومواقعها الأثرية أقدم من آثار جزيرة فيلكا. وتسمى الجزيرة العودة (الجزيرة الكبيرة) لتمييزها عن جزيرة الشويخ القريبة منها، ويقال إنها سميت بهذا الاسم لكثرة تواجد النمل فيها صيفاً. تتكاثر قرب شواطئها في معظم شهور السنة أنواع عديدة من الأسماك والأحياء المائية المختلفة مثل سرطان البحر ونطاط الوحل (بوشلمبو) والمحار، بالإضافة إلى أنواع جيدة من الأسماك مثل الميد والصبور والروبيان.[27]
- جزيرة شويخ: هي جزير صغيرة، تعرف اليوم باسم المنطقة الحرة وميناء الشويخ وكان يطلق عليها أسماء أخرى مثل عكاز والقرين، كانت تقع ملاصقة لساحل الجون الجنوبي وتبعد عن الساحل حوالي كيلو متر واحد، وقد ضاعت معالم الجزيرة في الوقت الحاضر بسبب الامتداد الذي شمل ميناء الشويخ وردم البحر الفاصل بينهما. وجدت البعثات التنقيبية المهتمة بالآثار حول تلال الجزيرة كسر متناثرة من الفخار والأحجار التي استعملت قديما في البناء، والتي اتضح أن بعضها يعود إلى الألف الثاني قبل الميلاد، ويعود إلى العصور البرونزية، والبعض الآخر يعود إلى الفترة الإسلامية.[28]

## إحداثيات الجزر
| الجزر التابعة لمحافظة الجهراء                                           |       |                                               |
| جَزِيرَة وَرْبَة                                                              | 37    | 29°59′38″N 48°04′00″E / 29.99389°N 48.06667°E |
| جَزِيرَة بُوبِيَان                                                            | 863   | 29°44′41″N 48°21′03″E / 29.74472°N 48.35083°E |
| جزيرة فيلكا والجزر المجاورة                                             |       |                                               |
| جَزِيرَة مِسْكَان                                                             | 0.75  | 29°59′05″N 48°15′05″E / 29.98472°N 48.25139°E |
| جَزِيرَة فَيْلَكَا                                                             | 43    | 29°26′26″N 48°20′05″E / 29.44056°N 48.33472°E |
| جَزِيرَة عَوْهَة                                                              | 0.35  | 29°22′40″N 48°26′21″E / 29.37778°N 48.43917°E |
| جزر جون الكويت                                                          |       |                                               |
| جَزِيرَة أُمّ اَلنَّمْل                                                          | 0.30  | 29°22′54″N 47°52′01″E / 29.38167°N 47.86694°E |
| جَزِيرَة الشُّوَيْخ(1)                                                         | 0.012 | 29°21′16″N 47°54′35″E / 29.35444°N 47.90972°E |
| الجزر التابعة لمحافظة الأحمدي                                           |       |                                               |
| جَزِيرَة كُبَّر                                                               | 0.11  | 29°04′20″N 48°29′36″E / 29.07222°N 48.49333°E |
| جَزِيرَة قَارُوه(2)                                                          | 0.035 | 28°49′12″N 48°46′27″E / 28.82000°N 48.77417°E |
| جَزِيرَة أُمّ اَلْمَرَادِم(2)                                                     | 0.65  | 28°40′42″N 48°39′10″E / 28.67833°N 48.65278°E |
| الجزر الكويتية                                                          |       | 922                                           |
| 1) كانت سابقا جزيرة والآن ارتبطت بالساحل                                |       |                                               |
| 2) من تاريخ 18 ديسمبر 1969 جزء من المنطقة المحايدة بين الكويت والسعودية |       |                                               |